# Sainte-Agathe (Pays-Bas)
Pour les articles homonymes, voir Sainte-Agathe.
Sainte-Agathe (en néerlandais : Sint Agatha ou Sint-Agatha, allemand : Sankt Agatha) est un village néerlandais de la commune de Cuijk dans le nord-est de la province du Brabant-Septentrional sur la rive gauche de la Meuse.
Le 1er janvier 2007, Sainte-Agathe comptait 520 habitants.

## Toponymie
Le village de Sainte-Agathe est nommée en l'honneur de la Sainte Agathe de Sicile, a qui la chapelle et le monastère du village sont dédiés.

## Histoire
Vers 1300, Le Seigneur Jan van Cuijk fonde une chapelle Sainte-Agathe sous Kuijkbrockele (Cuijks Brakel), qui en 1315 et 1342 est dotée de lettres d'indulgence. Vers ce temps, le village prend le nom de Sint Agatha, Sainte-Agathe. Jan van Cuijk IV invite en 1371 les Chanoines réguliers de la Sainte-Croix de Leerdam pour défricher les marais, construire un couvent, terminé en 1378, et étudier.
Au XVe siècle l'église est ajoutée. En 1580, pendant la Guerre de Quatre-Vingts Ans, les Espagnols occupent le couvent et y font beaucoup de dégâts. En 1610 les chanoines reviennent de leur asile à Gennep et Grave, remettent tout en état, agrandissent l'église et construisent un mur autour de domaine. En 1648, le Stadthouder Guillaume II d'Orange saisit le couvent, et les chanoines cherchent asile à Middelaar. Grâce à la protection du prince Maurice de Nassau, seigneur catholique de Cuijk, le couvent n'est pas fermé et les pères reviennent en 1653. En 1776 les pères édifient une école latine.
Une nouvelle période difficile commence avec la Révolution française et l'installation du Royaume des Pays-Bas et dure jusqu'en 1840. Il ne reste plus que deux couvents : Uden et Sainte-Agathe, et dans ce dernier il n'y a plus que trois chanoines. Quand en 1840 on lève l'interdit d'accueillir des novices, le couvent refleurit.
Après l'acquisition de reliques de sainte Odile de Cologne, sainte très en honneur chez les chanoines réguliers de la Sainte-Croix, l'église devient un lieu de pèlerinage. Les bâtiments sont rénovés en 1908. En 1944, l'église est frappée par le feu, qui a consumé la plupart des œuvres d'art religieux.
Actuellement, le couvent est la maison du patrimoine de la vie monastique des Pays-Bas.

## Politique et administration
À l'origine, le village de Ste.-Agathe, sis dans la Seigneurie de Cuijk, avait son propre gouvernement sous la juridiction de Cuijk. Vers 1814, à la formation des communes du jeune Royaume des Pays-Bas, St.Agatha est fusionné dans la commune de Cuijk en Sint Agatha, qui en 1994 annexe d'autres villages et prend le nom commune de Cuijk.
Religieusement, les catholiques de Sainte-Agathe faisait partie jusqu'en 1947 de la paroisse de Cuijk, puis le village devient paroisse indépendante desservie par les chanoines. En 1984, la paroisse retourne sous le service de Cuijk.

## Culture

### Guilde
Comme plusieurs villages dans le Pays de Cuijk, a gardé la tradition de la guilde des archers. La guilde Sainte-Agathe est fondée en 1699. Elle participe aux jeux annuels de tir à l'arc des six guildes de la commune de Cuijk.

## Galerie d'images

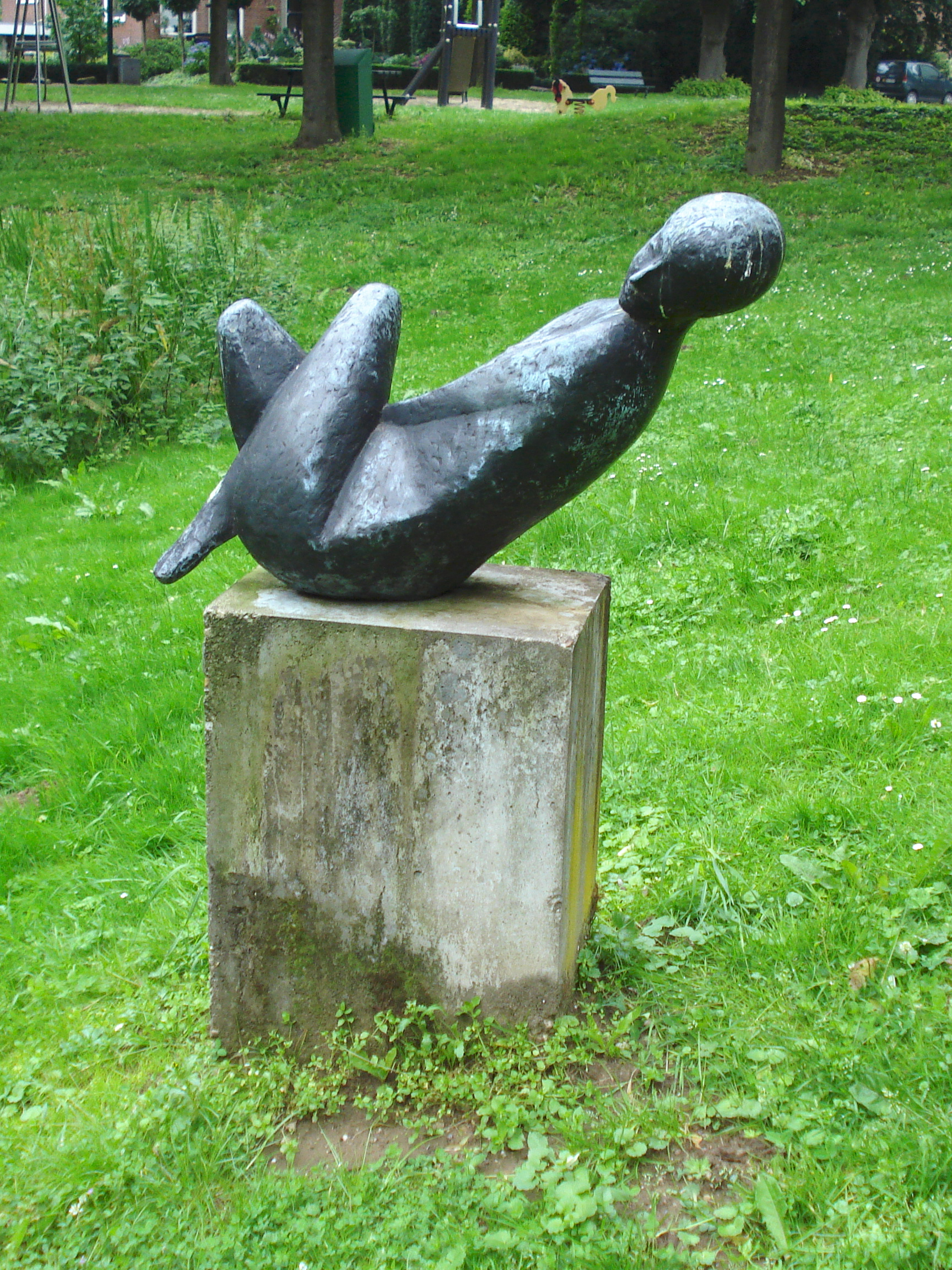
Une statue dans le village de Sainte-Agathe
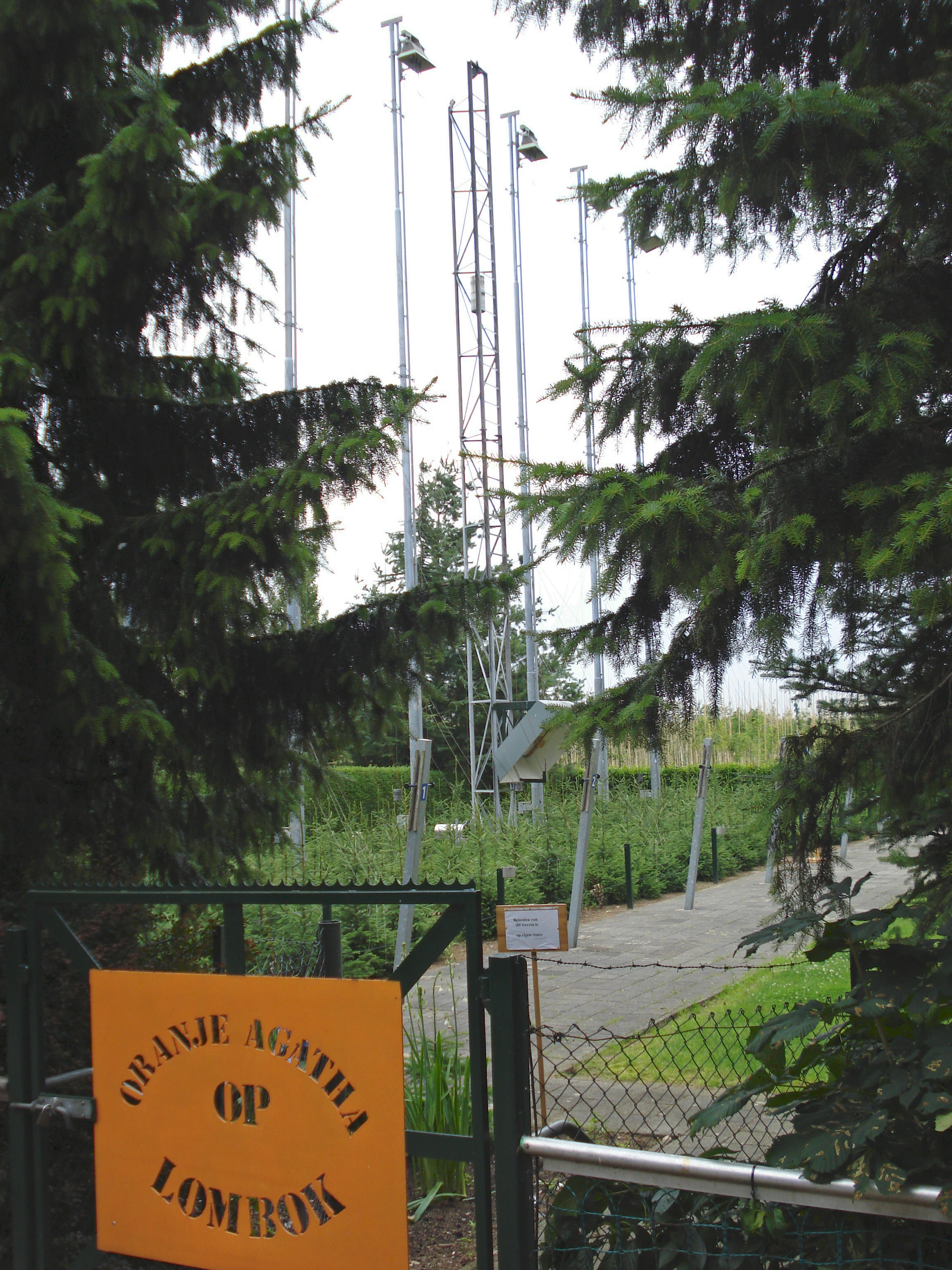
Un champ de tir à l'arc à Sainte-Agathe